# Castillo de Torrecera

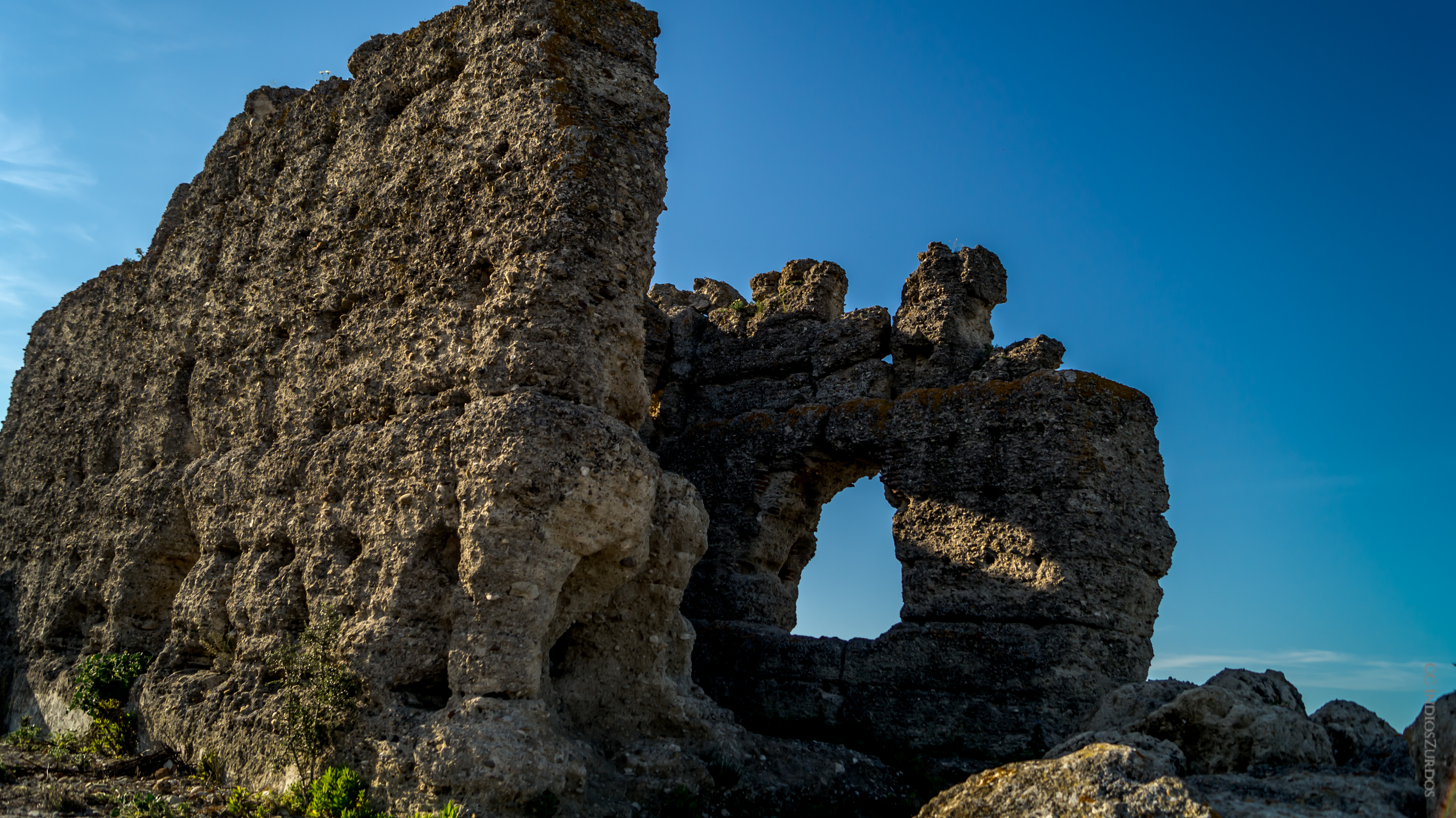
Restos de la torre

El castillo de Torrecera o torre de Cera es una torre vigía del siglo XII localizado en la pedanía de Torrecera, Jerez de la Frontera, Cádiz, Andalucía, España.
Está situado en lo más alto del cerro, por lo que se puede contemplar el maravilloso pueblo Torrecera desde una gran altura. 
El castillo es Bien de Interés Cultural RI-51-0007591.
La Torre de Cera se encuentra en el Cortijo de Torrecera, donde se ubica actualmente la Bodega Miguel Domecq. La bodega organiza visitas donde puedes subir y contemplar la increíble panorámica que se observa desde ese punto tan alto. Es visible gran parte de la provincia de Cádiz. 
Aquellos que hagan su visita a la torre vigía solo podrán ver los restos que quedaron de esa gran fortaleza del jerez andalusí. 

## Historia
Durante el siglo XIII, tras la conquista de Alfonso X, la zona de Torrecera fue uno de los puntos estratégicos en la defensa de Jerez de la Frontera, se conservan ruinas de una de las fortalezas construidas para tal efecto, conocido como el Castillo de Torrecera.
Algunos historiadores indican que en los alrededores se puede encontrar las antiguas "Xera" y "Ceret"

## Arqueología
En su interior se encontró un ídolo cilíndrico de 5000 años de antigüedad (Edad del Cobre), que actualmente se expone en el Museo Arqueológico de Jerez de la Frontera.

## Estado
El castillo está en ruinas, conservándose únicamente algunos lienzos.

## Entorno
A sus pies se encuentran las "Salinas de Fortuna" y abajo de eso se encuentra torrecera un hermoso pueblo que tiene ese castillo